# 花生粉
花生粉（英語：Peanut flour，臺羅：thôo-tāu-hu）是花生經脫殼、炒焙、磨粉而得，細磨的花生粉粉末均勻細膩，口感滑潤，易溶解，而也有研磨保留一點顆粒讓保留花生口感的。

## 食用方式
可加於麻糬、製作花生麵包甜點、以及台灣經典傳統小吃刈包、春捲、菜粽、豬血糕等。

## 注意事項
由於臺灣的氣候高溫潮濕，花生粉如果沒有妥善被保存放置，容易產生致癌的黃麴毒素。